# Nicolas Mayer-Rossignol

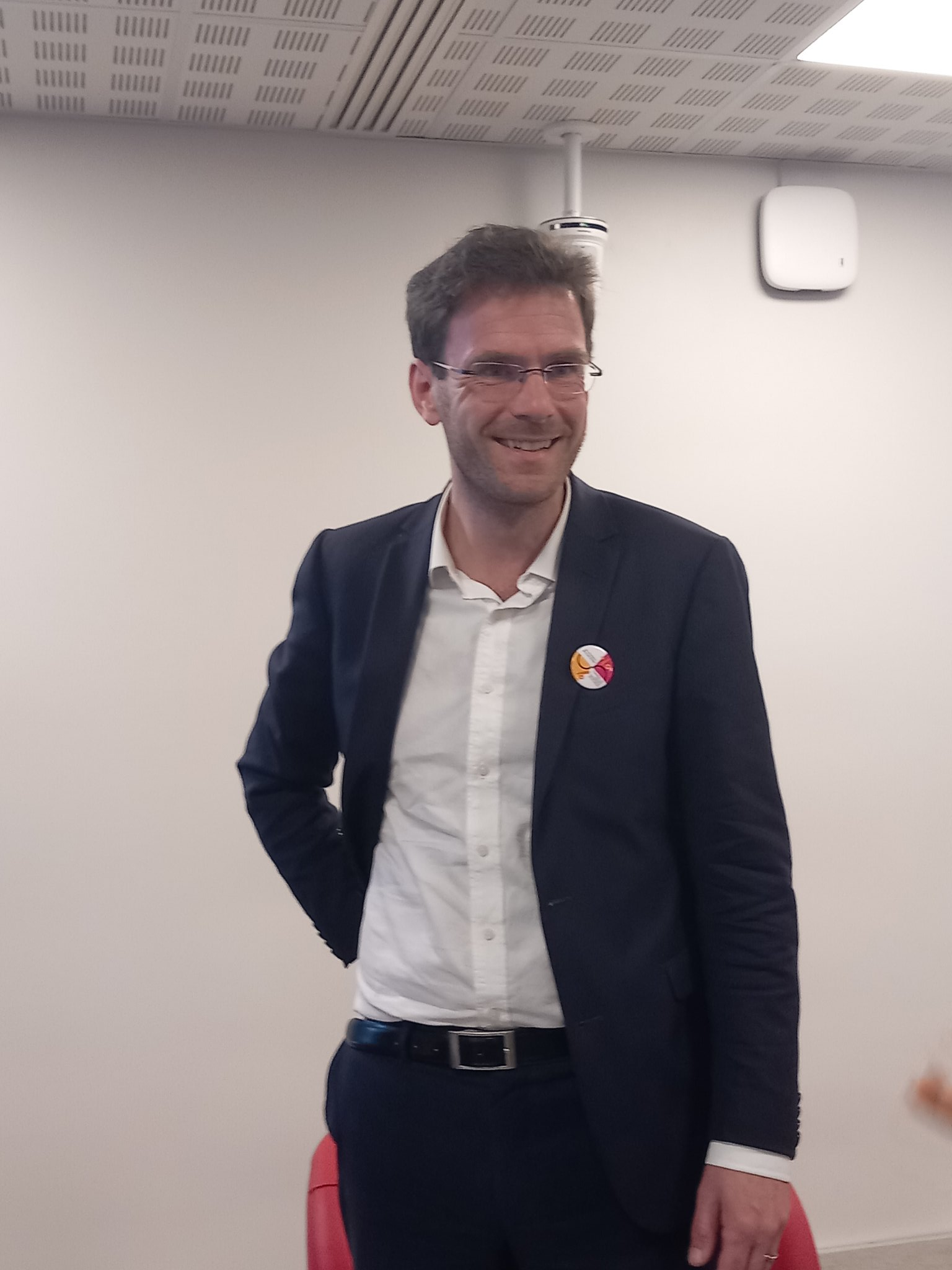
Nicolas Mayer-Rossignol

Nicolas Mayer-Rossignol (geboren am 8. April 1977 in Bordeaux, Gironde) ist ein französischer sozialistischer Politiker.
Als enger Vertrauter von Laurent Fabius trat er 2013 die Nachfolge von Alain Le Vern als Präsident des Conseil régional de Haute-Normandie (des Regionalrats der Haute-Normandie) an und wurde mit 36 Jahren zum jüngsten Regionalpräsidenten Frankreichs. Zwei Jahre später, bei den ersten Regionalwahlen in der wiedervereinigten Normandie, führte er eine linke Liste an, die dem vom Zentristen Hervé Morin geführten Parteienbündnis unterlag.
Nach den Kommunalwahlen 2020 wurde er nacheinander zum Bürgermeister von Rouen und anschließend zum Präsidenten der Metropolregion Rouen Normandie gewählt.

## Leben
Nicolas Rossignol, genannt Mayer-Rossignol, wurde am 8. April 1977 in Bordeaux geboren. Er wuchs in Mali auf, wo seine Mutter als Kooperationslehrerin tätig war, und später in seiner Heimatstadt.
Er ist verheiratet und Vater zweier Töchter.

## Ausbildung und berufliche Laufbahn
Er studierte Molekularbiologie an den École Normale Supérieure in Paris und Lyon sowie an der Stanford University in Kalifornien, USA.
Er ist Agrégé der Lebens- und Geowissenschaften (Agrégée de la Vie et de la Terre, 1999), hat einen Master 2 in Genomik und ist Ingenieur des Corps des Mines.
Er begann sein Berufsleben in Unternehmen für Kinderschuhe und Bioinformatik und arbeitete dann bei der Europäischen Kommission, wo er für den Bereich der biologischen Arzneimittel zuständig war.
Nach seiner Niederlage bei den Regionalwahlen 2015 wurde er vom Unternehmen Nutriset als Leiter der Entwicklungsabteilung und später als stellvertretender Generaldirektor eingestellt.

## Beginn der politischen Laufbahn in der  Haute-Normandie

### Vertrauter von Laurent Fabius
Als Mitglied der Sozialistischen Partei und Aktivist bei Attac bot er seine Dienste Laurent Fabius an, der ihn 2008 bei der Communauté d’agglomération Rouen einstellte, die 2010 in die Communauté d’agglomération Rouen-Elbeuf-Austreberthe umgewandelt wurde.
Er zog daraufhin in die Haute-Normandie und kandidierte bei den Regionalwahlen 2010 auf der von Alain Le Vern angeführten Liste. Er wurde in den Regionalrat der Haute-Normandie gewählt und übernahm den Vorsitz der öffentlichen Interessenvereinigung der Cité des métiers (Stadt des Handels) der Haute-Normandie. Im Jahr 2012 löste er Guillaume Bachelay als Vizepräsidenten des Regionalrats ab, der für Beschäftigung, Wirtschaft, Unternehmen und Energie zuständig ist.
In der sozialistischen Föderation von Seine-Maritime ist er für die Annäherung an die akademischen Kreise zuständig.
Anschließend wechselte er als Berater für Entwicklung, wirtschaftliche Angelegenheiten, G20 und Unternehmen in das Kabinett von Laurent Fabius im Außenministerium. Sein berufliches Engagement im Quai d’Orsay endete 2013, nachdem er zum Präsidenten des Regionalrats der Haute-Normandie gewählt wurde.
Bei den Kommunalwahlen 2014 wurde er auf der Liste von Yvon Robert in den Stadtrat von Rouen gewählt.

### Präsident eines Regionalrats
Nach dem überraschenden Rücktritt des Sozialisten Alain Le Vern wurde er am 14. Oktober 2013 mit 37 von 50 Stimmen gegen 13 Stimmen für den Oppositionskandidaten Bruno Le Maire zum Präsidenten des Regionalrats gewählt. Mit 36 Jahren war Nicolas Mayer-Rossignol damit der jüngste Regionalpräsident in Frankreich. Seine Präsidentschaft war weitgehend durch den Prozess der Fusion der Haute-Normandie und der Basse-Normandie geprägt, der in der Gebietsreform von 2014 vorgesehen war.
Er sprach sich daraufhin für die Zusammenlegung seiner eigenen Region, der Basse-Normandie und der Picardie im Rahmen dieser Gebietsreform aus, doch diese – von der Regierung erwogene – Idee wurde dann doch nicht weiter verfolgt.
Bei den Regionalwahlen in der wiedervereinigten Normandie am 6. und 13. Dezember 2015 wurde er seinem sozialistischen Amtskollegen Laurent Beauvais vorgezogen, um eine Linkskoalition anzuführen. Seine Liste landete auf dem dritten Platz und wurde im ersten Wahlgang von der von Hervé Morin angeführten Liste der Rechtsunion und der von Nicolas Bay angeführten Liste des Front National übertroffen. Eine Woche später, am Ende des zweiten Wahlgangs, wurde die Linke von der Liste Hervé Morins geschlagen, die 36,4 % der Stimmen erhielt, während die Liste des sozialistischen Kandidaten 36 % der Stimmen erhielt.
Einige Wochen nach der Niederlage seiner Liste bei den Regionalwahlen wurde er zum Vorsitzenden der sozialistischen Fraktion im Regionalrat der Normandie gewählt.

## Bürgermeister von Rouen

### Die Kommunalwahlen von 2020
Ab 2018 wurde sein Name unter den möglichen Kandidaten für die Nachfolge des scheidenden Bürgermeisters von Rouen, Yvon Robert, genannt, der sich aus dem politischen Leben zurückziehen wollte.
Am 6. September 2019 gab er seine Entscheidung bekannt, bei den Kommunalwahlen 2020 für das Amt des Bürgermeisters von Rouen zu kandidieren. Er betonte seine „Jugend“ und seine „Erfahrung“ als Trümpfe für seine Kandidatur. Gleichzeitig schlug er vor, der Bürgermeister der Regionalhauptstadt solle auch der Präsident der Métropole Rouen Normandie sein. Obwohl er sagte, er wolle ein „freier Mann“ sein, bekennt er sich dennoch zu seiner Mitgliedschaft in deer Sozialistischen Partei und genießt deren Unterstützung. Später erhielt er auch Unterstützung von den Bewegungen Nouvelle Donne und Place publique.
Das Programm seiner Liste mit dem Namen „Fiers de Rouen“ (Stolz auf Rouen) enthielt mehrere ökologische Maßnahmen: Es schlug unter anderem vor, die Anzahl der Grünflächen zu erhöhen, Anreize für eine Reduzierung des Autoverkehrs zu schaffen, um die Luftqualität langfristig zu verbessern, und mit der kostenlosen Nutzung öffentlicher Verkehrsmittel an Werktagen wie dem TEOR oder der „Metro“ zu experimentieren.
Er musste sich jedoch der Konkurrenz einer anderen linken Liste unter der Leitung des Umweltschützers Jean-Michel Bérégovoy stellen, die von den Kommunisten unterstützt wurde, während der Wahlkampf von den Folgen des Brandes in einer Fabrik (dem „Seveso von Lubrizol“) am 26. September 2019 geprägt war. Die bisherige rechte Opposition ging ebenfalls gespalten in die Wahlen. Eine der Listen hatte allerdings die gemeinsame Unterstützung von La République en marche und Les Républicains erhalten.
Am 15. März 2020, in einem von der Coronavirus-Pandemie geprägten Umfeld mit geringer Wahlbeteiligung, führte die Liste von Nicolas Mayer-Rossignol im ersten Wahlgang vor der Liste von Europe Écologie Les Verts. Es wurden nun diese beiden Listen für den zweiten Wahlgang zusammengeführt.
Am 28. Juni 2020, nach einer langen Zwischenwahlkampagne, die durch den Rückzug der zentristischen Liste von Jean-Louis Louvel und durch die damals verhängten Ausgangssperren geprägt war, erhielt die von ihm geführte Liste 67,1 % der Stimmen gegenüber 32,8 % für die Liste von Jean-François Bures (einem Abtrünnigen der Republikaner). Dieser Sieg wurde jedoch durch eine massive Nichtbeteiligung geschmälert (70,3 % gegenüber 58 % im Rest des Landes).

### Bürgermeister von Rouen
Am 3. Juli 2020 wurde Nicolas Mayer-Rossignol von der Mehrheit der Stadträte, die sich ausnahmsweise im Auditorium des Conservatoire à rayonnement régional versammelt hatten, zum Bürgermeister von Rouen gewählt. Anschließend schlug er eine Liste mit vierzehn Stellvertretern vor, von denen fünf der grünen Fraktion angehörten. Caroline Dutarte, Mitglied des Departements und Sekretärin der PS-Sektion Rouen, wurde zur ersten Stellvertreterin ernannt, während Jean-Michel Bérégovoy, der in der vorherigen Amtszeit zweiter Stellvertreter war, in seinem Amt bestätigt wurde.
Als einziger Kandidat für die Präsidentschaft der Metropole wurde er am 15. Juli darauf in dieses Amt gewählt mit 89 von 125 Stimmen (35 weiße Stimmzettel und 1 ungültiger Stimmzettel).
Mehr als fünf Monate nach seiner Wahl zum Bürgermeister erklärte Nicolas Mayer-Rossignol, er werde die sozialistische Liste bei den Regionalwahlen in der Normandie 2021 nicht anführen, um sich auf seine Aufgaben auf kommunaler und Metropolitan-Ebene zu konzentrieren. Gleichzeitig zählte ihn ein Teil der nationalen Presse neben anderen jungen sozialistischen Bürgermeistern aus Großstädten zu den aufstrebenden Figuren der französischen Linken, was vor allem seiner sehr aktiven und gut kalkulierten Kommunikation zu verdanken war.

## Politische Positionen
Einige Tage nach den Europawahlen 2009 verfasste er einen von Le Monde veröffentlichten Beitrag, in dem er „einen neuen europäischen Interventionismus“ forderte, der gegen ungerechtfertigte Entlassungen vorgehen und gleichzeitig die Risiken „nationalistischer Tendenzen“ begrenzen soll.
In dem Essay La Gauche après la crise, den er 2010 gemeinsam mit Guillaume Bachelay verfasste, sprach er sich für die Einführung einer VI. Republik aus, die vollständig präsidial, aber mit einem ausreichend starken Parlament ausgestattet sein sollte.
Nach seiner Wahl zum Bürgermeister von Rouen begann er, die städtische Kommunikation und den öffentlichen Raum stärker zu „feminisieren“. Einige seiner Vorschläge in diesem Bereich, beispielsweise das Reiterstandbild Napoleons vor dem Rathaus durch eine Statue von Gisèle Halimi zu ersetzen, lösten bei seinen Gegnern eine heftige Reaktion aus. Man warf ihm Nachgiebigkeit gegenüber der Cancel culture vor.
2021 gehörte er zu den Unterzeichnern eines Aufrufs sozialistischer Kommunalpolitiker, die die Kandidatur der Pariser Bürgermeisterin Anne Hidalgo für die Präsidentschaftswahl 2022 forderten. In den folgenden Monaten wurde er als Sprecher für Wirtschaftsfragen in deren Wahlkampfteam aufgenommen. Nachdem Anne Hidalgo im ersten Wahlgang ausgeschieden war, rief er dazu auf, für den amtierenden Präsidenten Emmanuel Macron zu stimmen, „um den Sieg der extremen Rechten“ und von Marine Le Pen zu verhindern.
Im September 2022 unterzeichnete er mit mehreren hundert Persönlichkeiten ein Manifest des ehemaligen sozialistischen Premierministers Bernard Cazeneuve „für eine sozialdemokratische, republikanische, humanistische und ökologische Linke“, die nicht von der Nouvelle Union populaire écologique et sociale (NUPES), der sich die PS anschloss, verkörpert würde. Einige Monate zuvor hatte er sich bei den Parlamentswahlen trotz einer von den PS-Instanzen gebilligten und ursprünglich vom Bürgermeister von Rouen selbst gewünschten Einigungsvereinbarung hinter drei abtrünnige Kandidaten gestellt.

## Wahlergebnisse

### Regionalwahlen
| Wahl | Liste | Liste              | Region    | Position        | 1. Wahlgang | 1. Wahlgang | 1. Wahlgang | 2. Wahlgang | 2. Wahlgang | 2. Wahlgang | Sitze      |
| Wahl | Liste | Liste              | Region    | Position        | Stimmen     | %           | Rang        | Stimmen     | %           | Rang        | Sitze      |
| ---- | ----- | ------------------ | --------- | --------------- | ----------- | ----------- | ----------- | ----------- | ----------- | ----------- | ---------- |
| 2015 |       | Union de la gauche | Normandie | Spitzenkandidat | 269.127     | 23,52       | 3.          | 490.847     | 36,08       | 2.          | 27 von 102 |

### Kommunalwahlen
| Wahljahr | Liste | Liste              | Stadt/Gemeinde | Position | 1. Wahlgang | 1. Wahlgang | 1. Wahlgang | 2. Wahlgang | 2. Wahlgang | 2. Wahlgang | Sitze |
| Wahljahr | Liste | Liste              | Stadt/Gemeinde | Position | Stimmen     | %           | Rang        | Stimmen     | %           | Rang        | Sitze |
| -------- | ----- | ------------------ | -------------- | -------- | ----------- | ----------- | ----------- | ----------- | ----------- | ----------- | ----- |
| 2020     |       | Union de la gauche | Rouen          | 1.       | 6.144       | 29,51       | 1.          | 10.889      | 67,12       | 1.          | 46/55 |

## Mandate

### Regionale Mandate
- 2010–2015: Mitglied im Regionalrat der Region Haute-Normandie.
- 2012–2013: Vizepräsident des Regionalrates der Haute-Normandie.
- 2013–2015: Präsident des Regionalrates der Haute-Normandie.
- 2016–2021: Mitglied im Regionalrat der Normandie.
- 2016–2021: Vorsitzender der sozialistischen Fraktion im Regionalrat der Normandie.

### Mandate im kommunalen Rahmen
- Depuis 2014: Mitglied im Gemeinderat von Rouen.
- Seit 2020: Bürgermeister von Rouen

### Interkommunale Mandate
- Seit 2020: Präsident der Métropole Rouen Normandie.

## Schriften
- Mit Guillaume Bachelay: La gauche aprés la crise. Gawsewitch, Paris 2010, ISBN 978-2-35013-200-6.